# Burdel (Karpaty)
Burdel – w polskich Karpatach nazwą tą określa się czasami polany górskie, a nawet osiedle (w Zakopanem na Olczy). W Tatrach są dwie położone blisko siebie polany o nazwie Burdel (drugi człon nazwy jest dodawany dla ich rozróżnienia): Kołowy Burdel (u podnóża Bździochowej Grani) i Skoruszowy Burdel na Skoruszowym Dziale.
Słowo burdel jest prawdopodobnie pochodzenia wołoskiego. W języku rumuńskim burden to zagroda dla owiec. W gwarze małopolskiej słowem tym określano również stary, zniszczony budynek. Nie ma ono nic wspólnego z potocznym rozumieniem burdelu jako domu publicznego.